# Palacio Brasil
El Palacio Brasil, anteriormente llamado Palacio Braceras, es un edificio ubicado sobre la Avenida 18 de Julio, en el barrio Centro de Montevideo (Uruguay). Construido en la década de 1910 por el arquitecto francés Camille Gardelle, actualmente alberga el Clube Brasileiro y el Instituto de Cultura Uruguayo-Brasileño.

## Historia

Edificio del Teatro Zabala en la década de 1920

El Palacio Braceras fue diseñado por el arquitecto francés Camille Gardelle, quien estuvo a cargo de la construcción de numerosos edificios en Montevideo a inicios del siglo XX. Construido en estilo Beaux Arts, con elementos del art nouveau entre 1918 y 1919, fue proyectado para albergar viviendas en la parte superior y un auditorio —Teatro Zabala— en el primer piso.
El 29 de julio de 1940, el edificio fue adquirido por el Clube Brasileiro, institución fundada en 1920 con el fin de reunir a la comunidad brasileña en Uruguay, y adaptado para cumplir nuevas funciones. En 1940 se instaló allí el recién fundado Instituto de Cultura Uruguayo-Brasileño.
Tras el cierre de la sala de teatro, en el primer piso funcionó una casa comercial que conservó la espacialidad del teatro, sin embargo, debido a un incendio en 1983 la arquitectura del mismo fue destruida.